# Jill Tweedie
 (octobre 2017).
Si vous disposez d'ouvrages ou d'articles de référence ou si vous connaissez des sites web de qualité traitant du thème abordé ici, merci de compléter l'article en donnant les références utiles à sa vérifiabilité et en les liant à la section « Notes et références ».
Pour les articles homonymes, voir Tweedie.
Jill Sheila Tweedie, née le 22 mai 1936 au Caire et morte le 12 novembre 1993 à Londres, est une écrivain, journaliste chroniqueur et féministe britannique. 
Elle fut connue pour sa chronique féministe dans The Guardian (1969-1988).